# Charles Michon
Pour les articles homonymes, voir Michon.
Charles Michon, né le 17 juillet 1882 à Joigny (Yonne) et mort le 26 octobre 1940 à Montauban (Tarn-et-Garonne), est un colonel français, commandant l'École de cavalerie en 1940.
Il est notamment connu  pour avoir commandé la résistance héroïque des Cadets de Saumur, lors de l'invasion des troupes allemandes, en juin 1940.

## Origines
Charles, François Marie Michon descend  de la famille  de François Michon (1700-1777), notaire royal à Pont-à-Mousson. Sous le Premier Empire, son aïeul, Pierre François Bénigne Michon (1774-1813), lieutenant-colonel d'artillerie, est décoré de la Légion d'honneur et obtient le  titre de chevalier du Premier Empire.
Il passe son enfance à Dole (Jura) où sa famille habite le « château des Commards » dans le quartier du même nom.

## Première Guerre mondiale
Il intègre l'École spéciale militaire de Saint-Cyr en 1903 (promotion de La Tour-d'Auvergne) puis, en 1905, l'École de cavalerie de Saumur. Jeune officier de cavalerie (chasseurs d'Afrique), vers 1907, aux Béni-Snassen, il se bat au Maroc.
Il se porte volontaire en 1915 pour l'infanterie qui, décimée par les combats des tranchées, recrute dans toutes les armes. Il est à Saint-Mihiel avec le 106e régiment d'infanterie et tombe au mois de décembre, grièvement blessé, dans la tranchée de Calonne. Il reste deux jours sous les cadavres, passant pour mort. Il en réchappe, grièvement blessé et presque infirme. Ses blessures le font souffrir terriblement jusqu'au terme de sa vie.

## Seconde Guerre mondiale
Le 26 juillet 1935, il est nommé commandant en second de l'École de cavalerie de Saumur. Promu au grade de colonel en septembre 1939, il prend le commandement de l'école quelques jours avant les combats.
Sous l'autorité du général Pichon, commandant la 5e Région militaire, le colonel Charles Michon, a participé, avec d'autres unités, à la défense de la Loire, assisté de son adjoint opérationnel, le commandant Lemoyne, sur un secteur d'environ trente kilomètres, dans la région de Saumur, de Candes au Thoureil. Cette résistance s'est déroulée sur trois jours, grâce aux  forces françaises composées principalement par les élèves-officiers, au nombre d'environ 790 aspirants (550 élèves officiers de réserve (EOR) de cavalerie et 240 du train).
Fin mai 1940, à la suite de l'invasion allemande, l'École de Cavalerie est chargée de la défense du secteur le long de la Loire sur un front d'environ 30 km.
Le 15 juin, l'école reçoit l'ordre de repli à Montauban.
Le 17 juin à midi, le maréchal Pétain donne l'ordre de cesser tous les combats. Le colonel Michon n'admet pas que l'école quitte Saumur face à l'ennemi sans combattre. Il convoque le jour même tous les cadres, leur expose la situation et sa décision mais, étant donné les ordres supérieurs, ils sont libres de ne pas être du même avis ; tous sont volontaires. Les élèves-aspirants sont ensuite réunis pour leur exposer la situation ; tous sont également volontaires.
Ainsi, dès le 17 juin 1940, avant que ne retentisse l'appel du 18 Juin, l’École de cavalerie entre la première dans la Résistance.
Du 18 au 21 juin 1940, pour diriger les opérations et souffrant toujours de ses anciennes blessures, le colonel Michon se fait seconder par son chef d'état-major, le chef d'escadron Lemoyne.
Sans être une troupe de combat, sans approvisionnement sérieux et munis de ses seules armes d'instruction, l'École de cavalerie affronte la puissance de feu moderne des blindés de la 1re division de cavalerie allemande du général Feldt et bloque l'invasion sur la Loire pendant trois jours.
L'histoire a retenu ces faits sous le nom de « résistance des Cadets de Saumur ».
Dans une citation à l'ordre de l'armée du 24 août 1940, le général Weygand écrit : « Sous le commandement du colonel Michon, reflétant l'âme de son chef, l'École Militaire et d'Application de la Cavalerie et du Train a combattu les 19, 20 et 21 juin 1940, jusqu'à l'extrême limite de ses moyens de combat, éprouvant de lourdes pertes, prodiguant les actes d'héroïsme et inscrivant dans les fastes de la cavalerie une page digne entre toutes de son glorieux passé, a suscité, par sa bravoure l'hommage de son adversaire ». Sur 560 élèves-officiers, 79 sont morts ou disparus, 32 sont blessés en traitement, 15 sont en convalescence. Il n'en reste que 366.
Le colonel Michon meurt peu après à Montauban, le 26 octobre 1940. Son corps est inhumé, 7 ans plus tard, à Dole dans le caveau de famille.

## Hommages
Une rue de Saumur porte son nom.
La promotion des EOR, 4e division d'instruction 94/04, baptisée le 16 juillet 1994 par le général Bonavita, porte le nom de « Promotion colonel Michon ».

## Citations du colonel Michon
- « Vous êtes, Messieurs, une génération de sacrifiés. Demain vous serez tous morts »[2].
- « Messieurs, c'est pour l'École une mission de sacrifice, la France compte sur vous »[7].
- « On passera sur mon corps, plutôt que je ne recule »[8],[7].